# 冀南银行宽嶂旧址
冀南银行宽嶂旧址，位于山西省长治市黎城县黄崖洞镇宽嶂村，是一处山西省文物保护单位。
2021年8月4日，冀南银行宽嶂旧址公布为第六批山西省文物保护单位，年代为1939年，近现代重要史迹及代表性建筑类，编号6-332。